# Kyoto Sanga FC

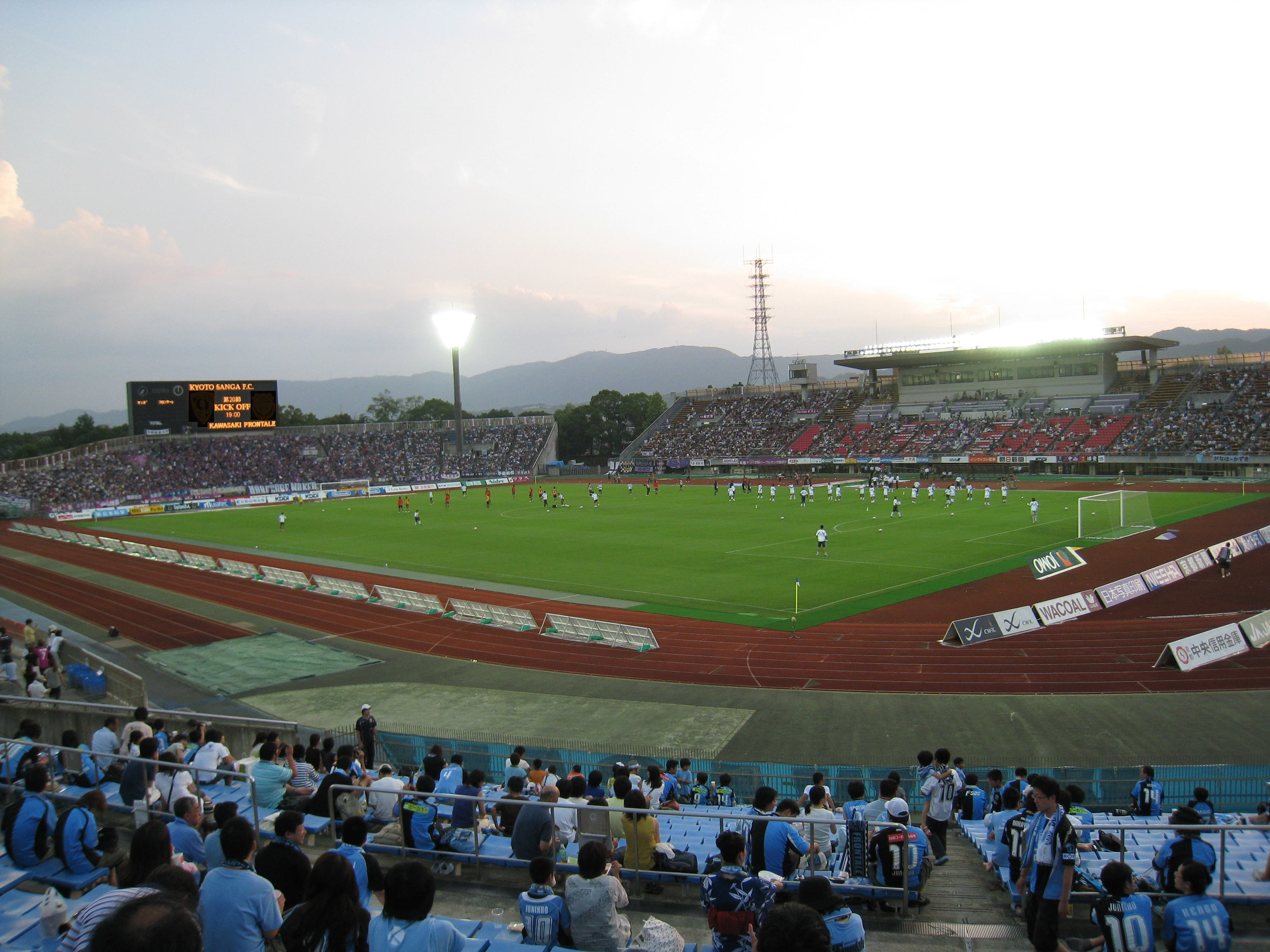
El estadio Atlético Nishikyogoku, en donde juega el Kyoto Sanga, en el 2008.

Kyoto Sanga F. C. (京都サンガF.C. Kyōto Sanga Efushī?) es un equipo de fútbol profesional japonés con sede en la ciudad de Kioto. En la actualidad juega en la J1 League.

## Historia

### Origen y primeros años (1922-1993)
A diferencia de la mayoría de equipos de Japón, surgidos a partir de empresas o grandes corporaciones, los orígenes del club de fútbol de Kioto son el equipo universitario de esa ciudad: el Kyoto Shiko Club. "Shiko" es el color púrpura en japonés, color que alude a Kioto ser por siglos la "Ciudad Imperial", capital del país hasta 1868, y que ha sido retenido al cambio de nombre. Fundado en 1922, está considerado como uno de los equipos más antiguos de todo Japón. Como Kyoto Shiko, participaron varias ocasiones en la Copa del Emperador y participaron en la Japan Soccer League (JSL) sin perder su carácter universitario. 

### Kyoto Sanga (1994-actualidad)
Cuando se creó la J. League, Kyoto Shiko no entró a formar parte de ella debido a la falta de patrocinadores, por lo que pasó a participar en la semiprofesional Japan Football League (antigua JFL) bajo un nuevo nombre: Kyoto Purple Sanga. La palabra Sanga está en sánscrito y significa "grupo" o "club", frecuentemente usada para denotar las congregaciones budistas. Esto reflejaba la tradición de Kioto de templos budistas (sangha), mientras que el púrpura era una referencia al pasado de Kioto como ciudad imperial.
Poco a poco comenzó a generar una base de aficionados y se asentó como equipo profesional. Tras terminar segundo en 1995 decidió pasar al profesionalismo, para lo que contó con el apoyo económico de empresas como Kyocera, Kyoto Bank o Nintendo. Pero no contaba con el suficiente dinero para poder formar una plantilla competitiva, por lo que en sus primeras temporadas Purple Sanga terminó en las últimas posiciones.
En el año 2000 descendió por primera vez a la J2. A partir de ahí se forjó una fama de equipo ascensor que descendía a segunda (2000, 2003 y 2006) pero recuperaba la categoría al año siguiente. En 2007 recortó su nombre al de Kyoto Sanga, y tras lograr la permanencia en la temporada 2008 el objetivo del club de Kioto es la permanencia y consolidación en la J. League

## Estadio
El campo de Kyoto Sanga es el Estadio Nishikyogoku, un estadio de atletismo reconvertido a la práctica del fútbol con capacidad para 20.588 espectadores y césped natural. Se construyó el Estadio de Kioto (Estadio Sanga by Kyocera por motivos de patrocinio), el cual fue estrenado en 2020 con una capacidad de 21.600 espectadores.

## Jugadores

### Jugadores en préstamo
| Prestados |

### Mundialistas del Club
Copa del Mundo 1998
- Choi Yong-Soo

Copa del mundo 2002
- Park Ji-Sung
- Choi Yong-Soo
- Yutaka Akita
- Ryuzo Morioka

Copa del mundo 2006
- Atsushi Yanagisawa

### Jugadores destacados
La siguiente lista recoge algunos de los futbolistas más destacados de la entidad.
| Japón - Atsuki Wada - Chikayuki Mochizuki - Hironori Nagamine - Hiroyuki Sawada - Junji Goto (1994-1996) - Kenji Miyazaki (2000-2001) - Koji Nishimura (2003-2007) |  | CONMEBOL - Daniel Lovinho |

## Entrenadores
| Entrenador          | País                | Tenure          |
| ------------------- | ------------------- | --------------- |
| Takeshi Takama      | Japón               | 1993            |
| Seishiro Shimatani  | Japón               | 1994            |
| George Yonashiro    | Japón               | 1994            |
| José Oscar Bernardi | Brasil              | 1995-1996       |
| George Yonashiro    | Japón               | 1996            |
| Pedro Rocha         | Uruguay             | 1997            |
| Marius Johan Ooft   | Países Bajos        | 1998            |
| Hidehiko Shimizu    | Japón               | 1998-1999       |
| Bunji Kimura        | Japón               | 1999            |
| Shu Kamo            | Japón               | 1999-2000       |
| Gert Engels         | Alemania            | 2000-2003       |
| Bunji Kimura        | Japón               | 2003            |
| Pim Verbeek         | Países Bajos        | 2003            |
| Bunji Kimura        | Japón               | 2003            |
| Akihiro Nishimura   | Japón               | 2004            |
| Koichi Hashiratani  | Japón               | 2004-2006       |
| Naohiko Minobe      | Japón               | 2006-2007       |
| Hisashi Kato        | Japón               | 2007-2010       |
| Yutaka Akita        | Japón               | 2010            |
| Takeshi Oki         | Japón               | 2011-2013       |
| Valdeir Vieira      | Brasil              | 2014            |
| Hitoshi Morishita   | Japón               | 2014 (interino) |
| Ryoichi Kawakatsu   | Japón               | 2014            |
| Masahiro Wada       | Japón               | 2015            |
| Kiyotaka Ishimaru   | Japón               | 2015-2016       |
| Takanori Nunobe     | Japón               | 2017-2018       |
| Boško Gjurovski     | Macedonia del Norte | 2018-           |

## Rivalidades
Derbi de Kansai
El derbi donde los equipos representan a las ciudades Osaka, Kioto y Kobe, ubicadas dentro de la región de Kansai y representadas por el Gamba Osaka, Cerezo Osaka, Kyoto Sanga y Vissel Kobe respectivamente.
Derbi de Keihan
Este es el derbi enfrenta a los equipos de Osaka (Gamba Osaka y Cerezo Osaka) contra los de Kioto (Kyoto Sanga).

## Palmarés
- J2 League (2): 2001, 2005
- Copa del Emperador (1): 2002
- Copa Nacional Amateur Japonesa (1): 1988 (como Kyoto Shiko)